# Anoecia cornimaris
Anoecia cornimaris är en insektsart. Anoecia cornimaris ingår i släktet Anoecia och familjen långrörsbladlöss. Inga underarter finns listade i Catalogue of Life.